# Emilia Maiorescu-Humpel
Emilia Maiorescu căsătorită Humpel (6 august 1838, Craiova - 11 februarie 1918, Viena) a fost o pedagogă, scriitoare și traducătoare română, directoare a Pensionatului Humpel din Iași. Emilia Maiorescu a fost sora lui Titu Maiorescu.

## Biografie
A fost fiica lui Ioan Maiorescu (1811-1864) și a Mariei (născută Popasu).
Emilia Maiorescu s-a căsătorit cu în 1870 cu Wilhelm Humpel, compozitor și profesor de muzică de origine austriacă.
În 1870 soții Humpel deschid la Brașov Institutul de educațiune și instrucțiune pentru fete, instituție a cărei activitate este de scurtă durată deoarece soții Humpel, la sugestia lui Titu Maiorescu, se mută la Iași unde, începând cu anul 1872, iau conducerea pensionatului de fete deschis în 1871 la inițiativa „Asociației Institutului Academic”, pensionat care va funcționa până în 1901 și va fi cunoscut sub numele de Institutul liceal de domnișoare Humpel sau Pensionatul Humpel.
Emilia și Wilhelm Humpel au făcut parte din grupul apropiaților lui Mihai Eminescu, poetul fiind, pentru o scurtă perioadă, profesor la Pensionatul Humpel. Emilia Humpel a fost cea care a insistat pe lângă Maiorescu pentru a-l trimite pe Eminescu la tratament în străinătate. Doamna Humpel a organizat concerte și colecte de fonduri sau a contribuind personal cu diferite sume de bani pentru plata tratamentelor medicale și spitalizărilor poetului.
A fost un timp președinte al Societății „Unirea educatoarelor române” din Iași. După moartea lui Wilhelm Humpel, în 1900, Emilia Humpel se retrage de la conducerea pensionatului.

## Legături externe
- Teohari Antonescu , Jurnal (1893-1908). Text integral pe situl Dracones.ro. Pagină accesată la 25 decembrie 2012.